# Долгоруков, Пётр Владимирович
Пётр Влади́мирович Долгору́ков (1816 — 1868) — русский историк и публицист, деятель Вольной русской печати, один из крупнейших специалистов по русской генеалогии, составитель «Российской родословной книги». В петербургском светском обществе имел прозвище Bancal («колченогий»). Прославился своим злоязычием. С 1859 года — в эмиграции. После смерти архив его документов через подставное лицо приобрело царское правительство России.

## Происхождение и ранние годы
Представитель княжеского рода Долгоруковых. Сын генерал-майора Владимира Петровича Долгорукова (1773—1817) и Варвары Ивановны Пашковой (1793—1816), племянницы В. А. Пашкова, одной из наследниц мясниковского состояния. Двоюродный брат поэтессы Евдокии Ростопчиной.
В младенческом возрасте остался сиротой. Воспитывался в Пажеском корпусе, откуда в 15 лет был выпущен без аттестата за скандальные проделки (гомосексуальное поведение). В 1830-е годы сожительствовал в Москве с Иваном Гагариным: оба были «друзьями Луи Геккерна и, предполагают, были с ним в интимных отношениях».
Герцен давал ему следующую характеристику: «Князь Долгоруков принадлежал к аристократическим повесам в дурном роде, которые уж редко встречаются в наше время. Он делал всякие проказы в Петербурге, проказы в Москве, проказы в Париже. На это тратилась его жизнь. Это был избалованный, дерзкий, отвратительный забавник, барин и шут вместе.» («Былое и думы»).

Его подозревали в авторстве анонимного пасквиля, который послужил причиной вызова на дуэль Пушкиным Дантеса (приёмного сына Луи Геккерна) в ноябре 1836 года. В 1863 году Долгоруков переслал для публикации в журнале «Современник» возражения против версии о причастности его и князя Гагарина к составлению пасквиля, опубликованной в книге А. Н. Аммосова. Уверенный, что русская цензура не допустит публикации этого письма, Долгоруков включил его текст в свой журнал «Листок» и попросил, чтобы его напечатали также в герценовском «Колоколе»: 
С негодованием отвергаю, как клевету, всякое обвинение как меня, так и Гагарина в каком бы то ни было соучастии в составлении или распространении подмётных писем.<…> и долг чести предписывает русской цензуре разрешить напечатание этого письма моего.
 В заключении графологической экспертизы, проведённой в 1927 году, значилось следующее:

«…я, судебный эксперт, Алексей Андреевич Сальков, заключаю, что данные мне для экспертизы в подлинниках пасквильные письма об Александре Сергеевиче Пушкине в ноябре 1836 года написаны несомненно собственноручно князем Петром Владимировичем Долгоруковым». Результаты экспертизы Салькова, фельдшера по образованию, вызвали сомнения у Г. В. Чичерина, который их высказал в письме к Щёголеву. Повторная экспертиза была проведена В. В. Томилиным по просьбе М. И. Яшина в 1966 году, согласно которой авторство принадлежало Ивану Гагарину. Ещё одна экспертиза состоялась в 1976 году: С. А. Ципенюк сверил несколько образцов почерка Долгорукова и Гагарина с «дипломом ордена рогоносцев» и пришёл к выводу, что ни тот, ни другой не писали его. Экспертиза, организованная историком-археографом Г. Хаитом, и проводившаяся сотрудниками Всесоюзного НИИ судебных экспертиз, не подтвердила выводов Салькова. Было установлено, что письмо написано не князем Долгоруковым и не князем Гагариным, а «третьим лицом».
Истинное отношение Долгорукова к Пушкину стало известно лишь в 1980-х годах. В экземпляре «Воспоминаний» Ф. В. Булгарина, принадлежащем Долгорукову, были обнаружены примечания, сделанные его рукой. В этих заметках на полях Долгоруков опровергает Булгарина, старавшегося и после смерти Пушкина «уколоть его побольнее, так сказать, в памяти потомства».

## Ссылка
Живя на доходы от отцовских имений, нигде не служил, а свободное время посвящал сбору справок о российских дворянских родах. Через своего друга Гагарина свёл знакомство с мужем его тётки, престарелым антикваром П. Ф. Карабановым (1767—1851), который на протяжении многих лет составлял выписки из разрядных книг и архивных документов, но при жизни не успел опубликовать ничего из собранных материалов. Со слов Долгорукова, 80-летний Карабанов преподнёс ему в дар плоды своих многолетних изысканий. Им также использовались генеалогические материалы М. Г. Спиридова, в течение 30 лет разбиравшего разрядные записи в московских архивах.
В 1840 году опубликовал «Сказание о роде князей Долгоруковых» и начал публикацию «Русского родословного сборника», а три года спустя под псевдонимом «граф Альмагро» издал в Париже на французском языке «Заметку о главных фамилиях России», где раскрыл ряд исторических фактов, порочащих самодержавие и аристократию. Он разделял острокритический взгляд П. Я. Чаадаева на русскую историю, а себя самого аттестовал как «привилегированного холопа в стране холопства всеобщего»:

Людей, приговоренных служить всю жизнь, людей, которых били кнутом на конюшне и принародно наказывали розгами, нельзя назвать аристократами.
Слухи о вольнодумстве молодого Долгорукова дошли до Николая I. Он был вызван из-за границы и сослан в Вятку (1843), но через год освобождён с запрещением проживать в столицах и до 1852 года жил в своем имении в селе Спешнево Чернского уезда Тульской губернии. В «Былом и думах» Герцен — другой вятский ссыльный того времени — описывает, как перед отъездом Bancal дал званый обед местному чиновничеству, накормив их «каким-то неслыханным пирогом», а после признался, что ради пирога принёс в жертву самое дорогое — собственного дога:

Чиновники с ужасом взглянули друг на друга и искали глазами знакомую всем датскую собаку: её не было. Князь догадался и велел слуге принести бренные остатки Гарди, его шкуру; внутренность была в пермских желудках. Полгорода занемогло от ужаса.

## Родословные войны
Упрямый, странный, сердитый князь Пётр Владимирович не даёт потомкам забыть о себе. От него видимые и незримые нити тянутся к тайнам двенадцати царей, пяти государственных переворотов, к сотне ссыльных декабристов, десяткам номеров эмигрантской прессы, многим страницам Герцена.
В 1854 году Долгоруков завершил ревизию и пополнение ранее опубликованного родословного сборника и приступил к публикации «Российской родословной книги» — наиболее полного в XIX веке изложения генеалогии русского дворянства. Из печати вышли 4 тома, когда Долгорукову пришлось навсегда покинуть Россию, после чего издание его генеалогических работ прекратилось.
Свой авторитет в области генеалогии Долгоруков использовал в личных целях. На фоне неприязненного отношения к Нарышкиным он объявил, например, что их фамилия происходит от слова «ярыжка», что означало низшего служителя в полиции допетровского времени. У князя М. С. Воронцова он вымогал деньги за то, чтобы подтвердить его происхождение от старомосковских бояр XV—XVI вв., считавшееся до этого непреложным фактом. Возмущённый сановник вызвал его на дуэль, дело получило широкую огласку и закончилось судебным процессом, который Долгоруков проиграл.
Тем не менее и позднее в своих сочинениях он характеризовал Воронцовых как нуворишей, а их фамильными чертами называл чванство и глупость. Для Долгорукова как Нарышкины, так и Воронцовы «воплощали новую знать, которая, по его мнению, оттеснила его от должного ему места при дворе и в обществе».
Родословные войны, инспирированные П.В. Долгоруковым, продолжаются и по сию пору. Тезис П.В.Долгорукова о «фантазийности венецианского предка дворян Грязново» полтора века кочевал по различным монографиям, пока в 2020 году не был окончательно опровергнут исследователем и представителем рода Грязново Н. Ю. Риттиной, посредством документов из отдела древних манускриптов Библиотеки Марчиана (Венеция), и благодаря исследованиям методами генетической генеалогии, проведенным в Аризонском университете.

## «Правда о России»
В 1859 году тайно выехал за границу, в Париже выпустил книгу «Правда о России» (на французском языке — 1860 г., на русском — 1861, 2 ч.), содержащую резкую критику правительства и радикальную программу Великих реформ. Отказался возвратиться по официальному вызову: на имя начальника III Отделения написал: 
Вы требуете меня в Россию, но мне кажется, что зная меня с детства, вы могли бы догадаться, что я не так глуп, чтобы явиться на это востребование? Впрочем, желая доставить вам удовольствие видеть меня, посылаю вам при сем мою фотографию, очень похожую. Можете фотографию эту сослать в Вятку или в Нерчинск, по вашему выбору, а сам я — уж извините — в руки вашей полиции не попадусь и ей меня не поймать.
«Отставной коллежский секретарь Долгоруков» был приговорён Сенатом к лишению княжеского титула, прав, состояния и к вечному изгнанию (1861). Больше всего его заботила судьба оставшегося в России сына; в случае репрессий против него Пётр Владимирович обещал выступить в печати с «сокрушительными разоблачениями». Правительство, однако, нашло другие способы давления на неугодного. Через 2 года после эмиграции на страницах русской печати появились обвинения Долгорукова в организации роковой травли Пушкина.
В своих сочинениях, опубликованных за границей и дышащих неприязнью к России петровского и последующего времени, и в особенности к холуйству царедворцев XVIII века, Долгоруков впервые осветил запретные страницы истории русского самодержавия. При перечислении внебрачных связей российских монархов, сведения о которых дошли до него в салонных пересудах, он нередко впадал в преувеличения:

По Долгорукову, среди царствующих, да и нецарствующих Романовых были сплошь незаконнорождённые, или плоды адюльтеров: и сам Пётр I, и его дочери от Екатерины I, и дочери соправителя Петра I, Иоанна V, и Пётр III. А уж Павел I, предполагаемый сын Екатерины II и С. В. Салтыкова, вообще чухонский младенец.
Князь В. Ф. Одоевский, которому Долгоруков в собственном журнале дал весьма уничижительную характеристику, ответил ему:

Стихов не писал,

Музыкой не надоедал,

Спины не сгибал,

Честно жил, работал,
Подлецов в рожу бивал.

## Жизнь в эмиграции
Никогда еще в решительной оппозиции и эмиграции не оказывался человек, одновременно столь знатный и столь осведомленный. Герцен и Огарев никогда не были так близки к верхам, чтобы лично знать едва ли не всех своих противников. Другое дело — Долгоруков, сам вышедший из того мира, который теперь сделал мишенью.
Сотрудничал с немецкими издателями, выпускал газеты «Будущность» (1860—1861) и «Будильник» на русском языке. Издание «Будильника» несколько раз прекращалось из-за противодействия царских агентов. Переписывался с Гюго, Гарибальди, Мадзини, Кавуром, Бисмарком, Тьером, Некрасовым, Катковым. Публиковал бумаги из личного архива генерала Ермолова.
Осуществил в 1863 году в Брюсселе издание «Записок» Дениса Давыдова.
В 1867 году опубликовал на французском языке собственные «Записки», которые были переведены на русский язык и изданы в России только 140 лет спустя. Первый том заканчивался екатерининским царствованием; второй том был опубликован после смерти князя агентом царской охранки и по понятным причинам вышел куда менее хлёстким. Вот отзыв Герцена о «Записках» князя Долгорукова:

Читая этот чудовищный, неистовый, уголовный carmen horrendum, надо иной раз невольно класть книгу, чтобы прийти в себя от ужаса и омерзения. Вы покидаете тут весь человеческий мир: это другие животные, другие гады, лишенные всего человеческого, кроме способности доносить, раболепствовать, красть и делать зло ближнему… И эти-то доносчики, сводники, ябедники, палачи, пытавшие друзей и родных… казнокрады, взяточники, изверги с мужиками, изверги с подчиненными составляют почву настоящих русских бар.
Долгоруков сотрудничал в «Колоколе» Герцена, хотя во многом расходился с ним во взглядах. В конце жизни располнел, много времени проводил на Швейцарской ривьере. Приезжавшие на воды русские старательно избегали встреч со старым знакомым и бывшим соотечественником. «Как неутомимый тореадор дразнил без отдыха и пощады, точно быка, русское правительство и заставлял дрожать камарилью Зимнего дворца», — писал о нём Герцен.

## Долгоруковский архив
Завещал свой богатейший архив польскому эмигранту С. Тхоржецкому, ближайшему сотруднику Герцена. Тот не имел средств и возможностей для публикации бумаг и под условием обязательного их обнародования продал в 1869 году за 26 тысяч франков некому подполковнику Постникову, которым, как выяснилось позднее, оказался агент III отделения, направленный в Европу на поиски С. Г. Нечаева. Рукописи Долгорукова были привезены в Россию и поступили в архив Зимнего дворца, где их обнаружил в советское время Н. Я. Эйдельман.
Историко-генеалогические бумаги из долгоруковского архива поступили в распоряжение товарища министра внутренних дел А. Б. Лобанова-Ростовского, который несколько лет спустя продолжил издание «Российской родословной книги» (сначала анонимно, потом от своего имени).

## Семья
По возвращении из ссылки в 1846 году князь Долгоруков женился на Ольге Дмитриевне Давыдовой (1824—1893), дочери Дмитрия Александровича Давыдова и княжны Елизаветы Алексеевны Шаховской. Брак не был счастливым, в 1852 году Долгоруков подал жалобу на жену свою, что она вышла из повиновения и хочет жить за границей, и просил, чтобы «правительство поставило её в должные пределы повиновения». По словам неприязненно настроенного к нему руководителя жандармов, «княгиня Долгорукова вела себя за границей неприлично. Просьба её мужа была передана министру внутренних дел, а между тем и княгиня жаловалась, что муж её дерется, и точно, явилась к нам с подбитым глазом. Князь уверяет, что он теперь её не бил, но, точно, несколько лет тому назад высек плетьми за то, что застал её под чужим мужчиной». После отъезда Долгорукова за границу в 1859 году супруги жили отдельно.
В этом браке родился сын Владимир (1848—1898), который имел диплом доктора психиатрии и принимал участие в русско-турецкой войне 1877—1878 годов. Служил земским начальником, состоял членом Чернской земской управы. В 1868 году посещал больного отца в Женеве. 14 апреля 1871 года в Ницце женился на французской подданной Юлии Казуас (1850— ?).